# Christina Mak
Christina Mak Pui-Hin (chinesisch 麥珮軒; * 6. März 1978 in Guangdong, Volksrepublik China) ist eine ehemalige chinesische Squashspielerin aus Hongkong. 

## Karriere
Christina Mak begann ihre professionelle Karriere in der Saison 1996 und gewann einen Titel auf der WSA World Tour. Ihre höchste Platzierung in der Weltrangliste erreichte sie mit Position 31 im Juli 2007. Mit der Hongkonger Nationalmannschaft nahm sie 1996, 1998, 2000, 2002 und 2006 an Weltmeisterschaften teil. Auch bei Asienmeisterschaften stand sie mehrfach im Kader. Im Jahr 2000 wurde sie mit der Mannschaft Asienmeister.
Bei den Asienspielen 2006 gewann sie die Bronzemedaille in der Einzelkonkurrenz.

## Erfolge
- Asienmeister mit der Mannschaft: 2000
- Gewonnene WSA-Titel: 1
- Asienspiele: 1 × Bronze (Einzel 2006)